# Hästbergs klack
Hästbergs klack är ett 419 meter högt berg och ett naturreservat i Ludvika kommun i Dalarnas län.  Reservatet har en storlek av 1,5 ha och bildades 1933. Det ligger vid Grangärdes-Hästberg cirka 20 kilometer norr om Ludvika. På toppen av Hästbergs klack finns en berghäll med vallgångsristningar från 1600-talet och framåt, några är skrivna med dalrunor.

## Namnet
Namnet "Hästbergs klack" har koppling till hästar eftersom hela berget var i slutet på 1800-talet sommar-betesmark för hästar. I och med att hästens betydelse som arbetsdjur inom jordbruket minskade försvann även Hästbergs klacks betesmark och skog började växa istället.

## Ristningarna
Naturreservatet skapades för att bevara de unika ristningar som finns på klackens granithäll. De äldsta ristningar härstammar från 1600-talet, men merparten kom till i början på 1800-talet. Varför ristningarna gjordes är inte helt klarlagd, förmodligen var det ett tidsfördriv för vallkullor och vallpojkar som vallade sina kreatur på berget. Det var vanlig att flickor ristade i träd och pojkar i sten. Numera finns bara stenristningarna bevarade, eftersom trädristningarna försvann med skogsavverkningen.
Ristningarna utfördes med slidkniv. Initialer till författarens namn samt årtal dominerar och bland bokstäverna finns en och annan dalruna.  Ristningarna är ofta inramade, ibland förekommer även pentagram, konstnärliga detaljer och en del “fula ord”. Ristningarna på Hästbergs klack är skyddade enligt fornminneslagen.

## Bilder på några av ristningarna
Fotografen lade en enkrona på hällen som storleksjämförelse.

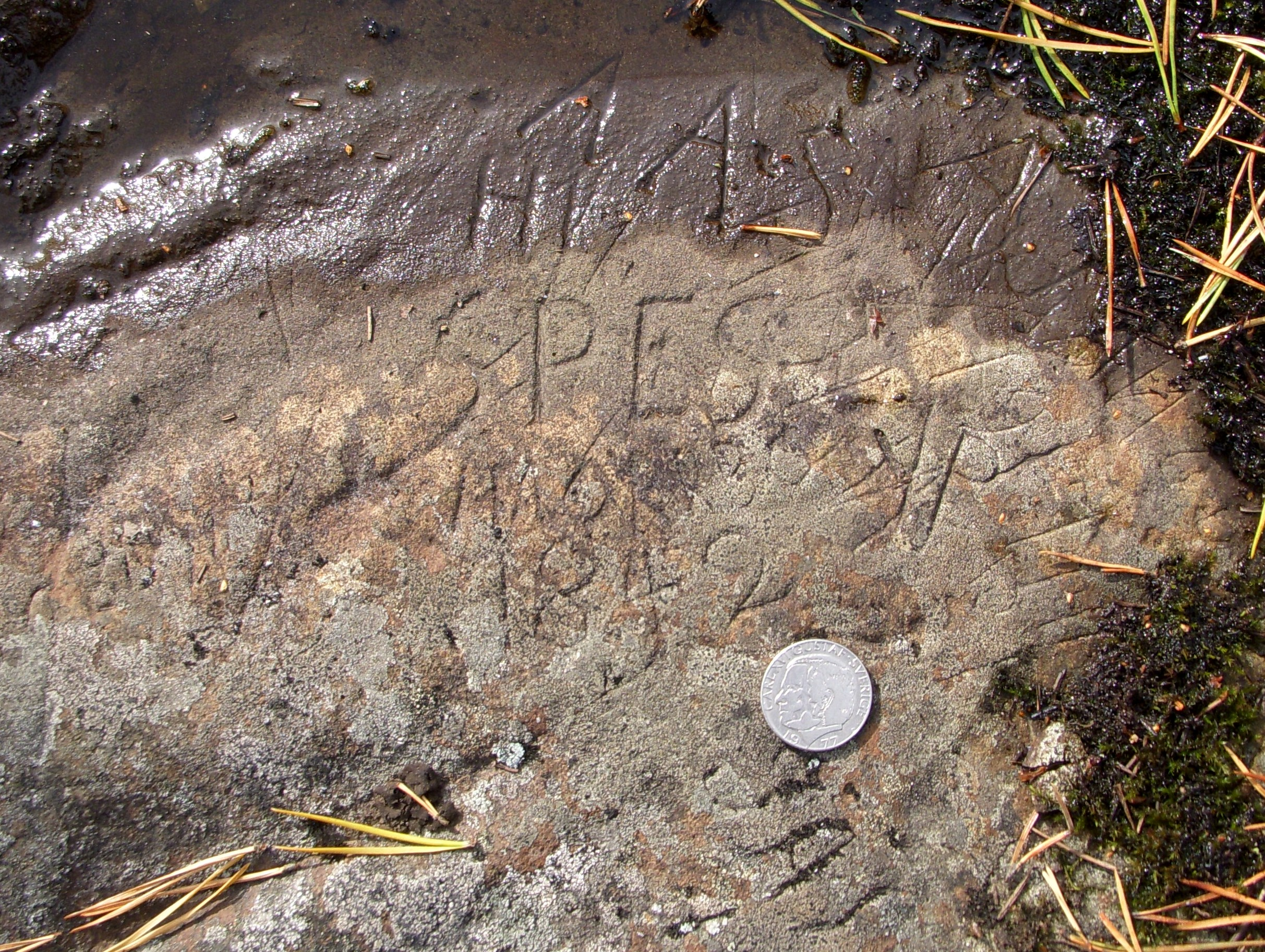
"1842"
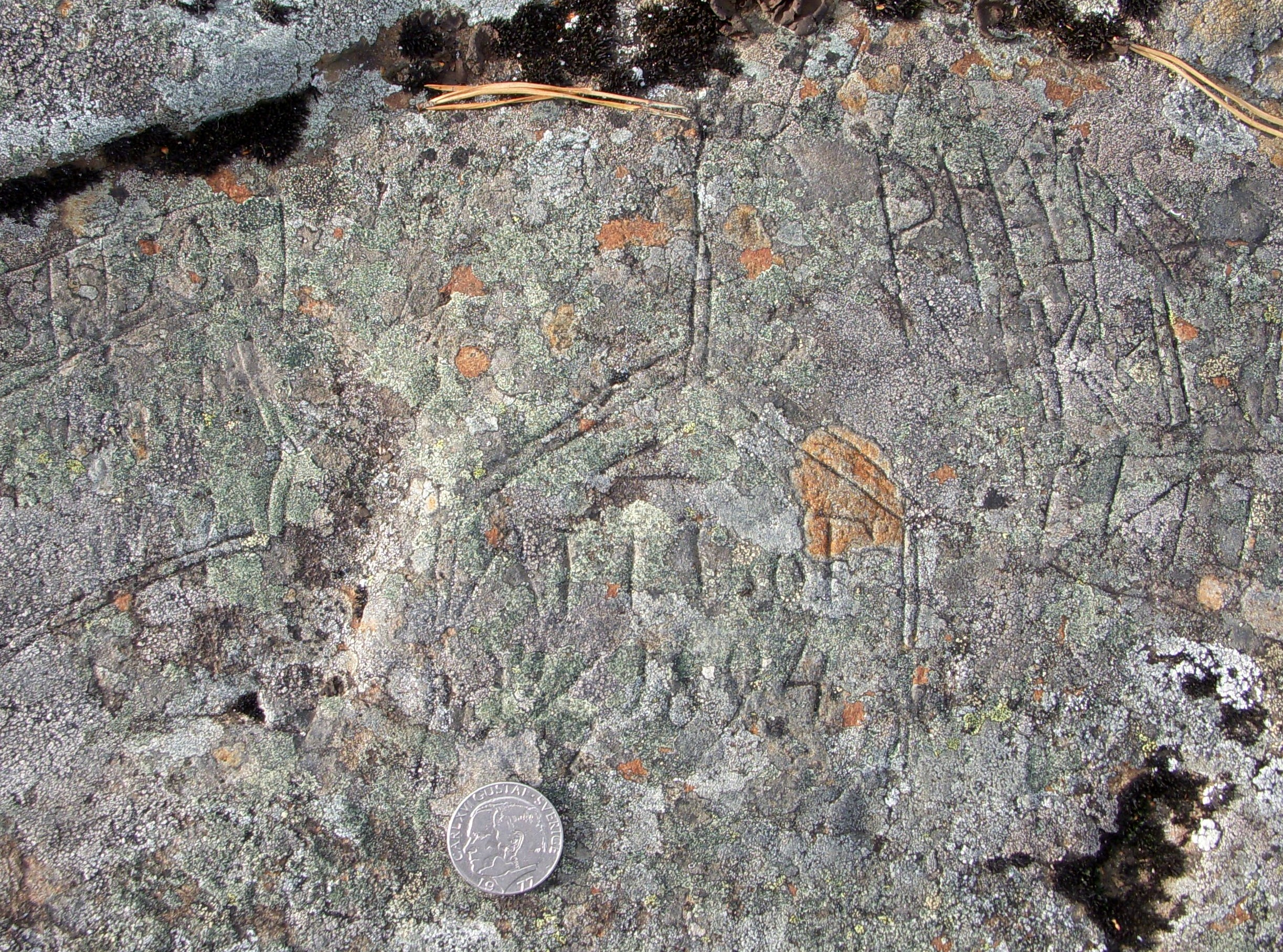
"1694"
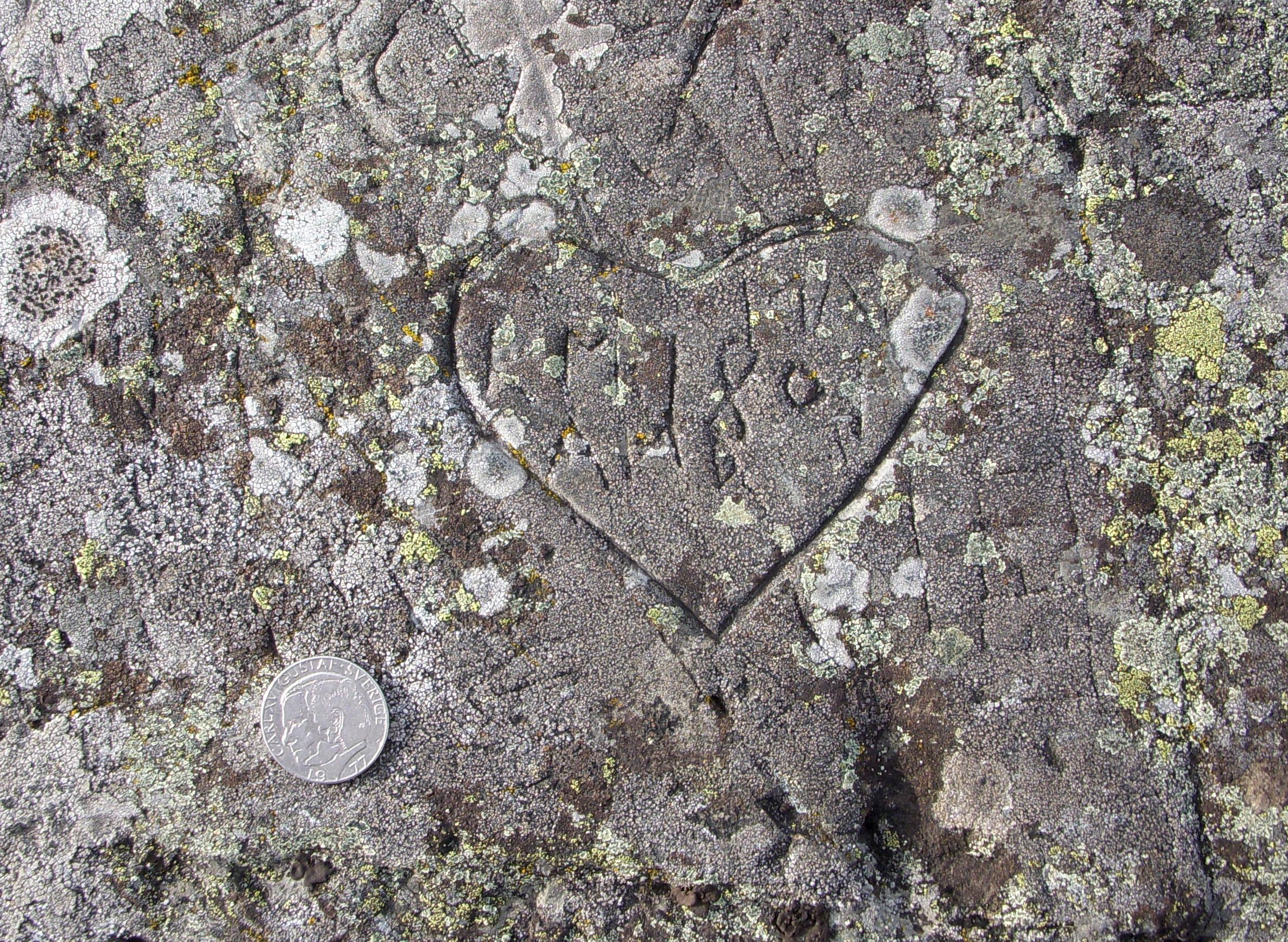
"1880"
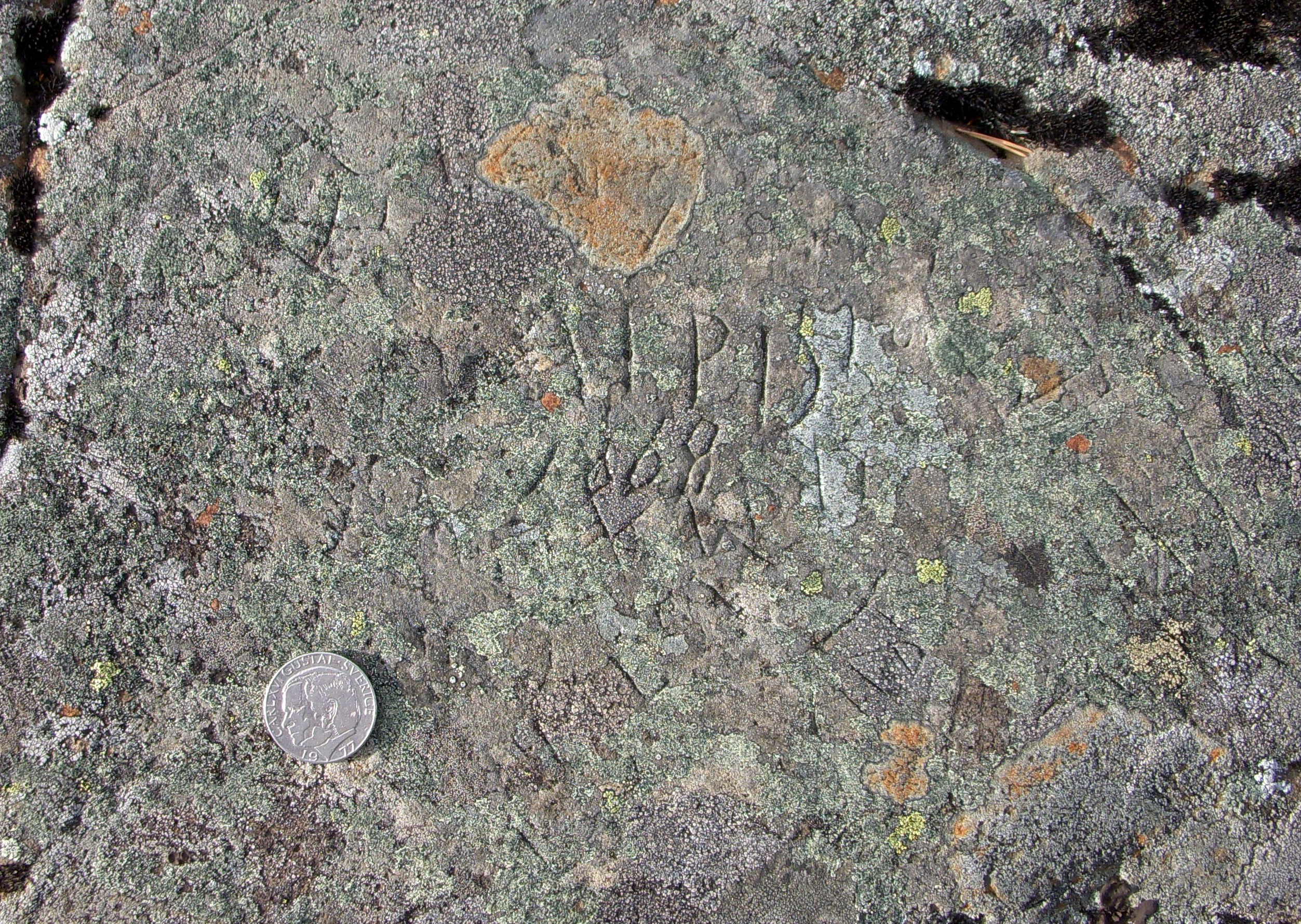
"1668"
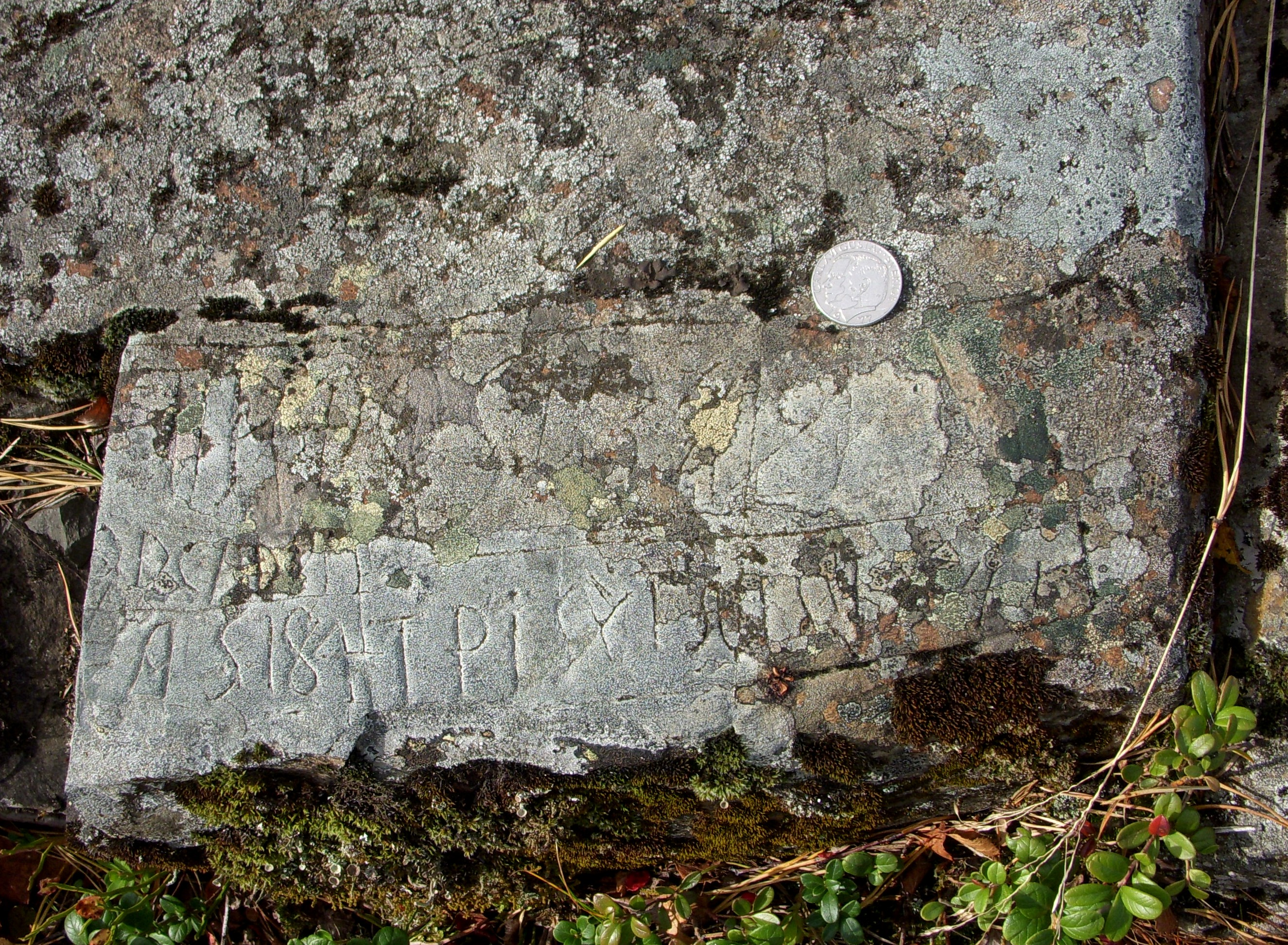
"1841"